# Optoelektronika

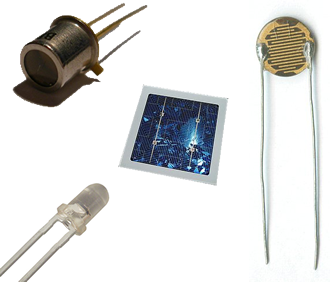
Elektroniczne detektory światła

Optoelektronika – dziedzina techniki, która wykorzystuje specyficzne właściwości światła w celu pozyskiwania, gromadzenia, przesyłania, przetwarzania i prezentacji informacji. Optoelektronika zajmuje się także konstrukcją i zastosowaniem urządzeń i aparatów do emisji i detekcji światła. Zastosowania obejmują różne dziedziny techniki, a także medycyny.
Światło cechuje bardzo wysoka częstotliwość (kilkaset THz), zaś długości fal z obszaru widzialnego (VIS) znajdują się w zakresie od 380 nm do 780 nm. Ta akurat cecha przyczynia się do szybkości transferu (szerokość pasma).
Zadania optoelektroniki względem informacji (oraz przykłady):
- pozyskiwanie – detektory fotoelektryczne
- gromadzenie – laserowe czytniki CD, DVD, holograficznej pamięci
- przesyłanie – technika światłowodowa, porty podczerwieni IrDA
- przetwarzanie – duża gałąź fotoniki związana z nieliniowością elementów optycznych np. bramki optyczne → komputery optyczne
- prezentacja – prawie wszystko co wiąże się z wizualizacją w elektronice:
  - ciekłokrystaliczne 7 segmentowe wyświetlacze
  - wyświetlacze LCD
  - monitory CRT
  - matryce diod LED
  - wyświetlacze plazmowe

Warto zaznaczyć, że optoelektronika skupia następujące dziedziny nauk: chemia, fizyka ciała stałego, oraz elektronika.
Z optoelektroniką wiąże się też wykorzystanie promieniowania elektromagnetycznego w biomedycynie. Tą dziedziną zajmuje się optyka biomedyczna, stanowiąca dział inżynierii biomedycznej.